# Véronique Caprasse
Véronique Caprasse (Lüdenscheid (Bondsrepubliek Duitsland), 20 november 1950) is een Belgisch politica voor DéFI en voormalig volksvertegenwoordigster.

## Levensloop
Caprasse werd beroepshalve logopediste.
Ze begon haar politieke loopbaan toen ze in oktober 1988 als onafhankelijke verkozen werd tot gemeenteraadslid van de faciliteitengemeente Kraainem. In 1998 trad ze toe tot het toenmalige FDF uit onvrede met de Omzendbrief-Peeters, die ze beschouwde als een aanval op de Franstaligen in de Brusselse Rand. Van 2001 tot 2012 was Caprasse schepen van Kraainem, onder andere bevoegd voor Onderwijs, en van 2006 tot 2012 tevens provincieraadslid van Vlaams-Brabant.
In 2010 werd ze door de Franstalige meerderheid van de gemeenteraad voorgedragen als opvolgster van waarnemend burgemeester van Kraainem Arnold d'Oreye de Lantremange die niet benoemd was door overtreding van taalwetten. Toenmalig Vlaams minister van Binnenlandse Aangelegenheden Geert Bourgeois weigerde haar echter te benoemen wegens overtredingen van de taalwetgeving. Na de gemeenteraadsverkiezingen van oktober 2012 werd ze door de Franstalige eenheidslijst UNION opnieuw voorgedragen als burgemeester, maar Bourgeois weigerde nogmaals haar te benoemen. Door deze weigeringen kreeg Caprasse de titel van aangeduid burgemeester. Caprasse ging daarop in beroep bij de Raad van State en die gaf haar gelijk. Uiteindelijk werd ze op 20 juni 2014 als burgemeester van Kraainem benoemd door Bourgeois en vervolgens op 9 juli 2014 door gouverneur van Vlaams-Brabant Lodewijk De Witte beëdigd. Ze bleef burgemeester in Kraainem tot in december 2015 toen ze werd opgevolgd door jkvr. Dorothée Cardon de Lichtbuer. Nadien werd Caprasse opnieuw schepen van Kraainem, tot ze eind 2024 haar actieve politieke loopbaan beëindigde.
Bij de federale verkiezingen van 25 mei 2014 stond Caprasse op de FDF-lijst van de kieskring Brussel-Hoofdstad voor de Kamer van volksvertegenwoordigers en werd verkozen. Als Kamerlid legde ze zich toe op de verdediging van de rechten van de Franstaligen in de Brusselse Rand. Ze bleef in de Kamer zetelen tot in mei 2019 en was toen voor de Union des Francophones kandidaat voor het Vlaams Parlement, maar ze raakte niet verkozen. 